# Bibliothek

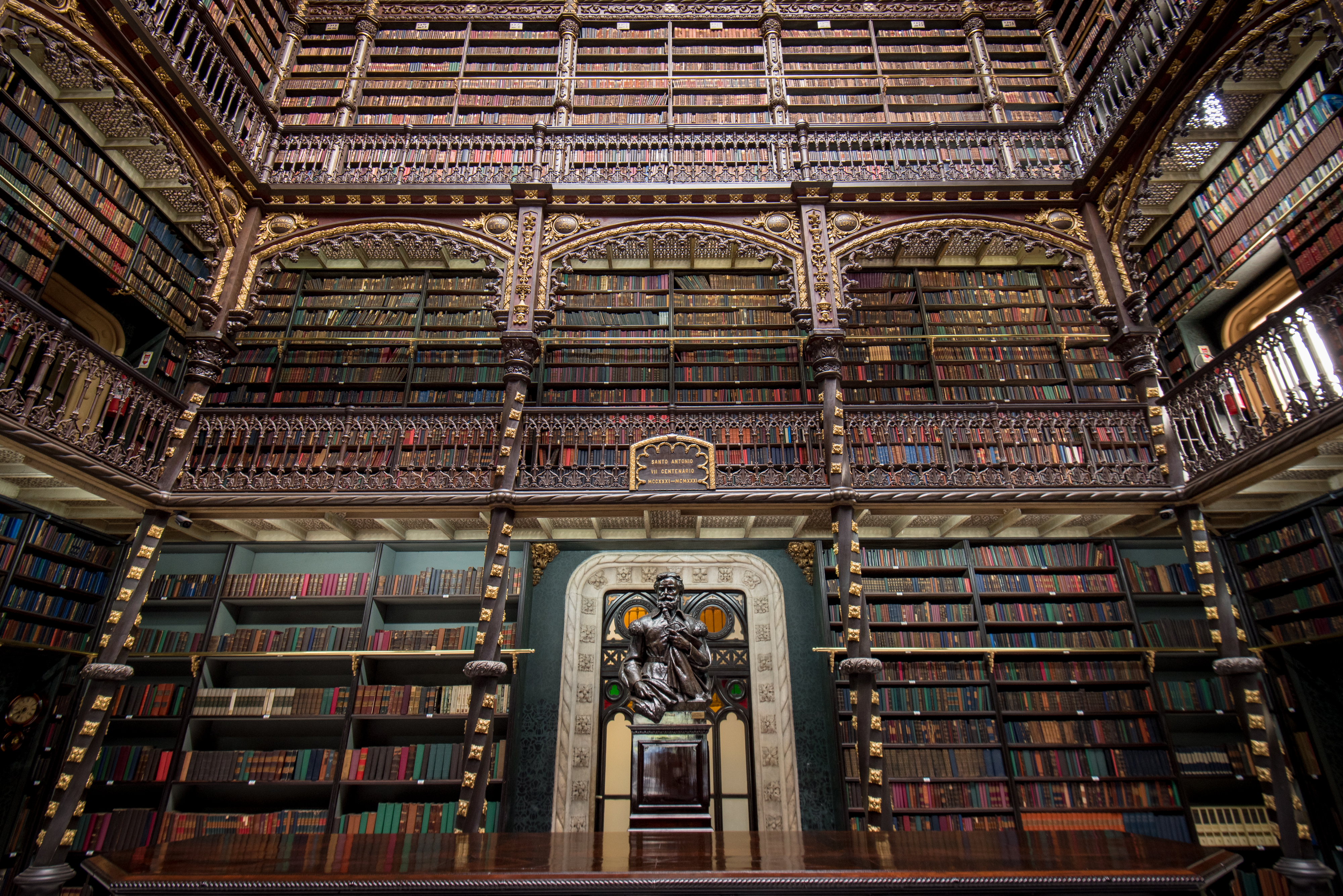
Büchergalerien im Lesesaal der Königlichen Bibliothek (Real Gabinete Português de Leitura) in Rio de Janeiro

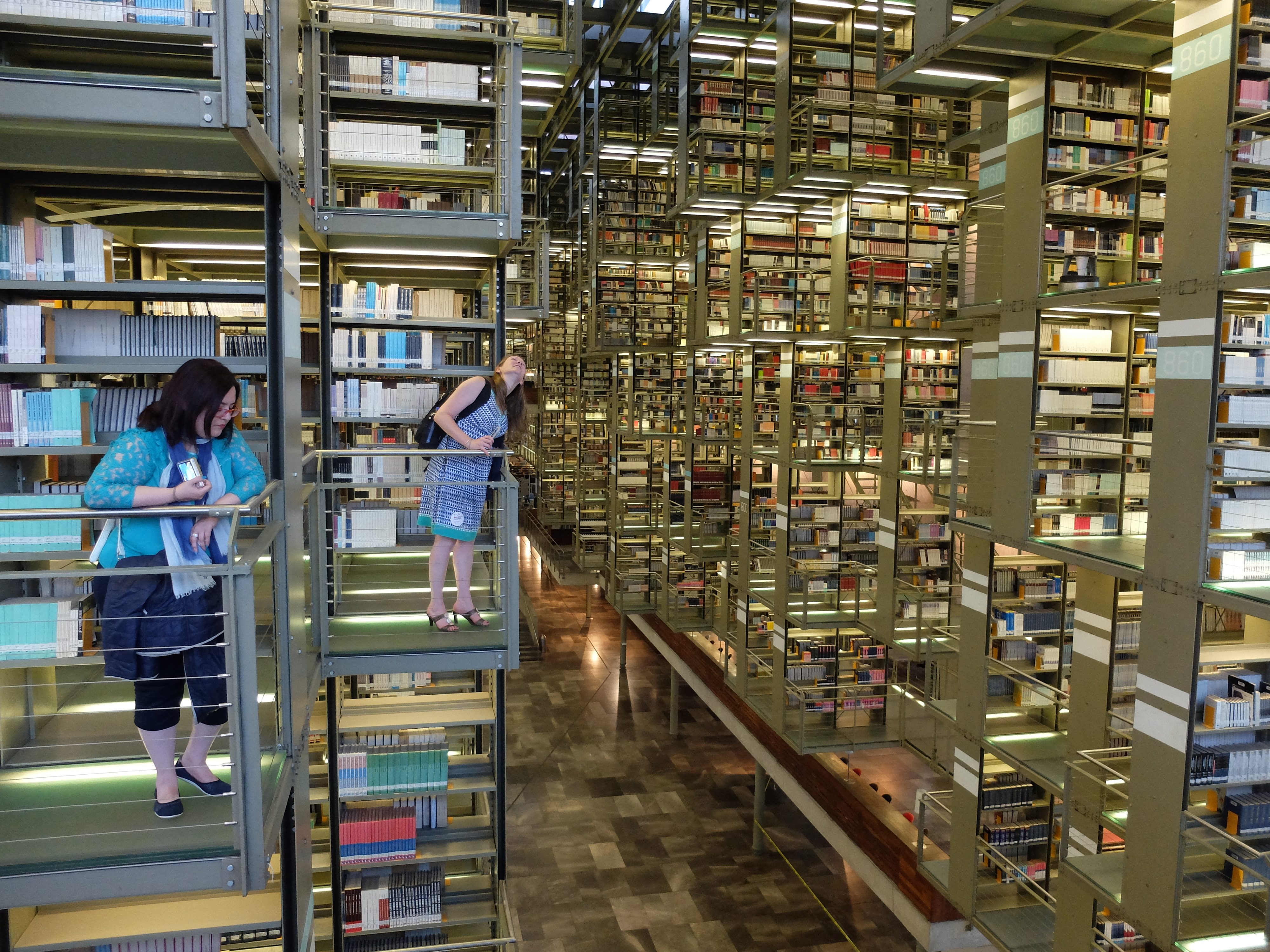
Biblioteca Vasconcelos in Mexiko

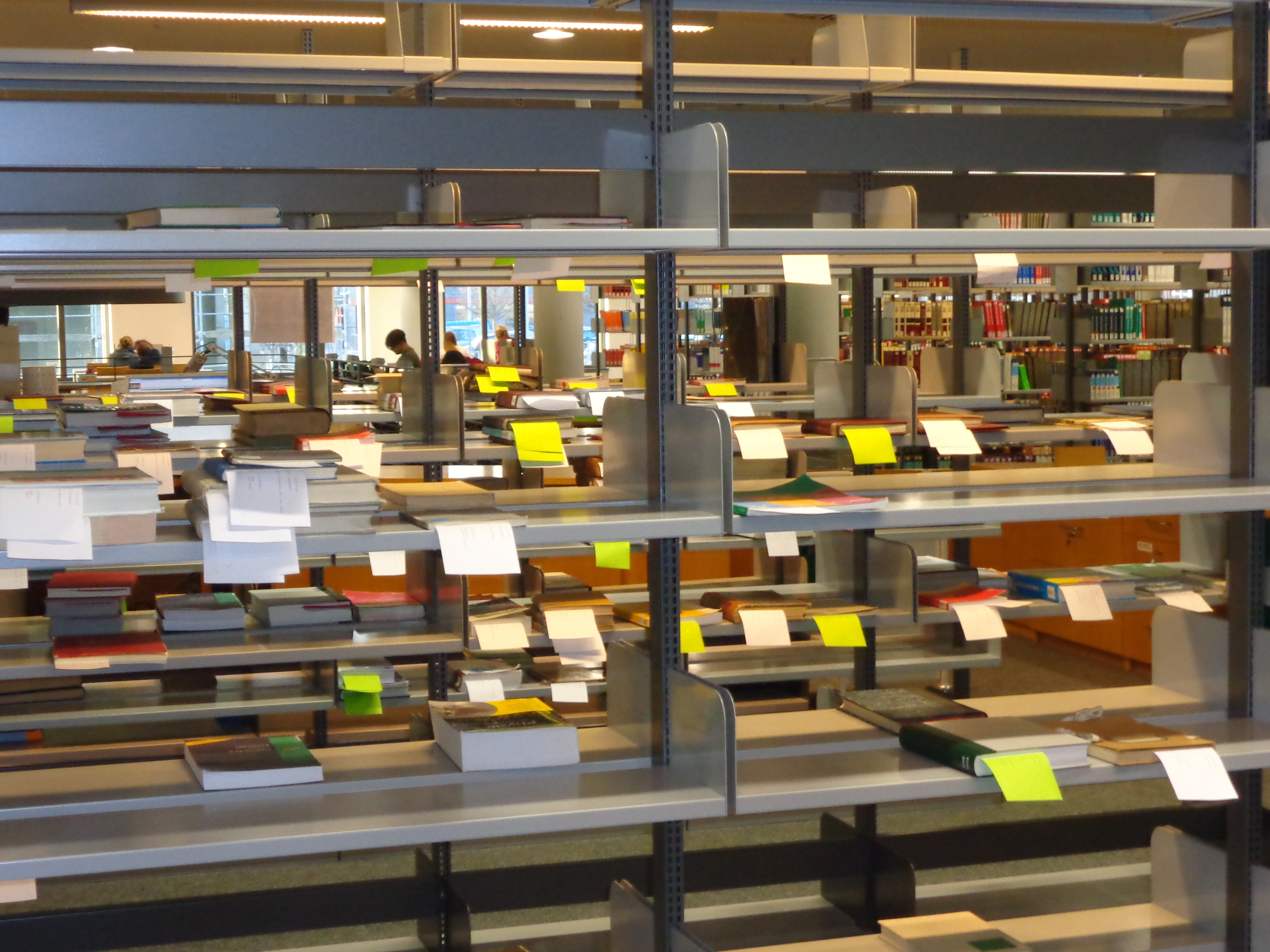
Servicestelle der Universitätsbibliothek Greifswald (2016)

Eine Bibliothek oder Bücherei ist eine Dienstleistungseinrichtung, die ihren Benutzern Zugang zu Information vermittelt. Im Hinblick auf die Vielfalt der von Bibliotheken gesammelten Inhalte kann eine Bibliothek im weitesten Sinn als Sammlung veröffentlichter Informationen definiert werden.

## Zweck
Bibliotheken sammeln, erschließen, bewahren und machen Informationen verfügbar. Zumeist geschieht dies durch die Bereitstellung von Medien, digitalen Inhalten und Dienstleistungen. Bibliotheken informieren über ihren Sammelbestand durch irgendeine Art von gedrucktem Katalog oder elektronischer Datenbank. Darin unterscheiden sich Bibliotheken von einfachen Bücherlagern.

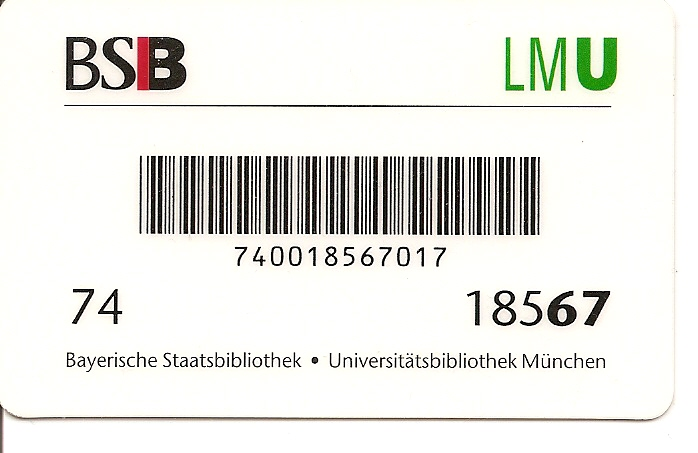
Aktueller Benutzerausweis der Bayerischen Staatsbibliothek

Zugang und Benutzung sind meist frei und kostenlos, zum Teil sind Entleihungen gegen ein Entgelt erforderlich. Die meisten Bibliotheken werden mit Steuergeld finanziert; aber auch kirchliche, öffentlich-rechtliche und private Organisationen sowie Unternehmen unterhalten Bibliotheken.
Eine zentrale Dienstleistung der Bibliotheken ist es, Medien zur Benutzung zur Verfügung zu stellen. In vielen Fällen können Benutzer diese ausleihen und aus der Bibliothek für einen festgelegten Zeitraum mitnehmen. Präsenzbibliotheken bieten die Nutzung der Medien nur innerhalb der bibliothekseigenen Räume ohne Ausleihmöglichkeit an. Manche Bibliotheken bieten auch Unterstützung bei der Publikation eigener Texte oder Lehrmaterialien an (zum Beispiel als Verlag einer Universität oder über Bereitstellung von Infrastruktur für das E-Learning), das Lehren von Informationskompetenz (zumeist an wissenschaftlichen Bibliotheken) oder Förderung von Lesekompetenz (zumeist an öffentlichen Bibliotheken). Die zentralen Arbeitsvorgänge sind die Erwerbung und Aussonderung von Medien sowie die Katalogisierung von Medien, die Tätigkeiten im Bibliotheksmagazin und der Leihstelle.
Neben gedruckten Medien (wie Büchern und Zeitschriften) bieten heute immer mehr Bibliotheken auch digitale Medien an (wie E-Books, DVDs oder Elektronische Zeitschriften) und verfügen über im Internet zugängliche digitale Bibliotheken. Hierbei bestehen oftmals Einschränkungen hinsichtlich der zugriffsberechtigten Benutzerkreises, was auf lizenzrechtliche Regelungen der Verlage von elektronischen Medien zurückzuführen ist.

## Wortherkunft und Definition

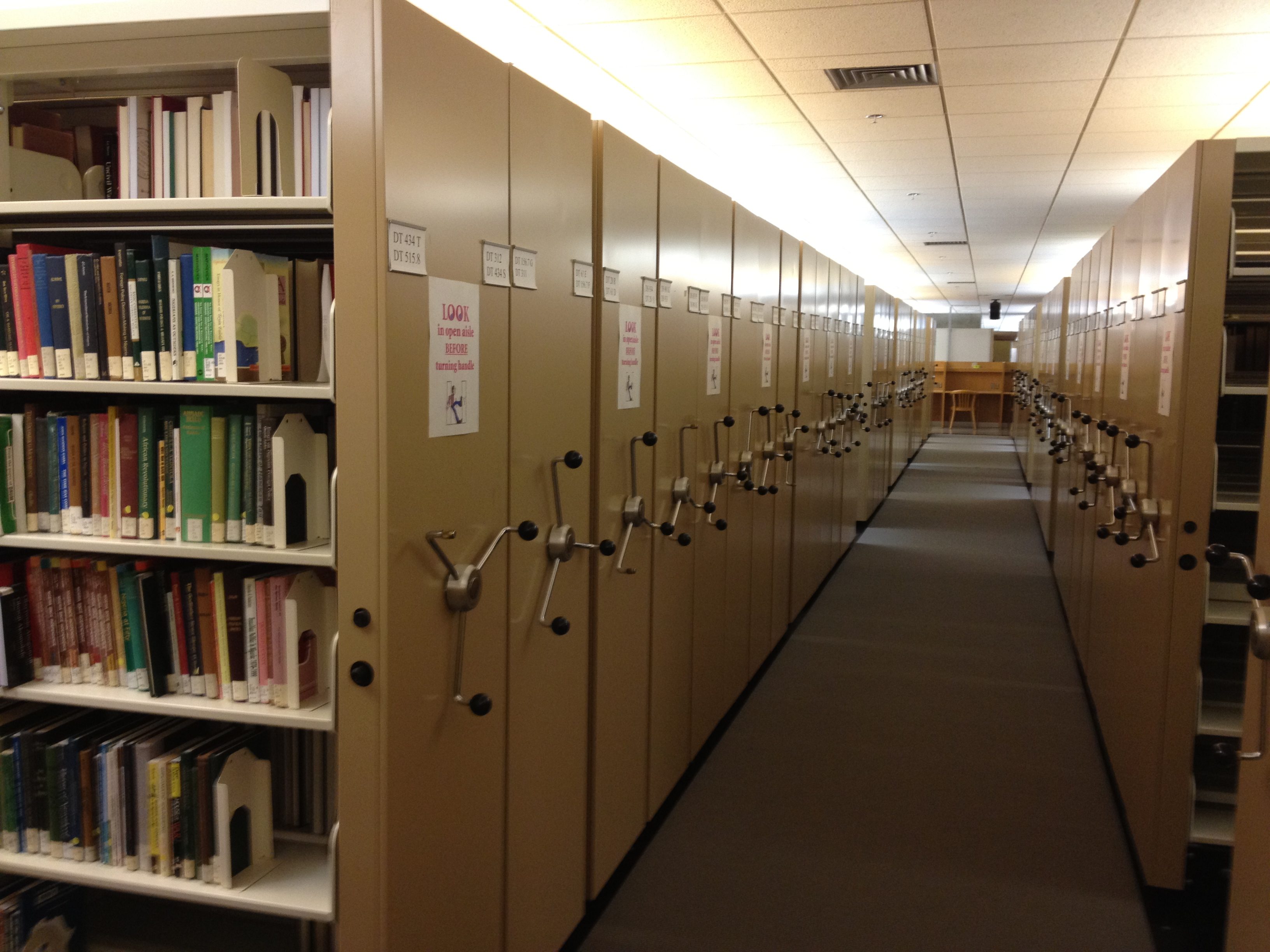
Mit beweglichen Rollregalen wie hier im Magazin der Bibliothek der University of British Columbia wird Platz gespart, 2012.

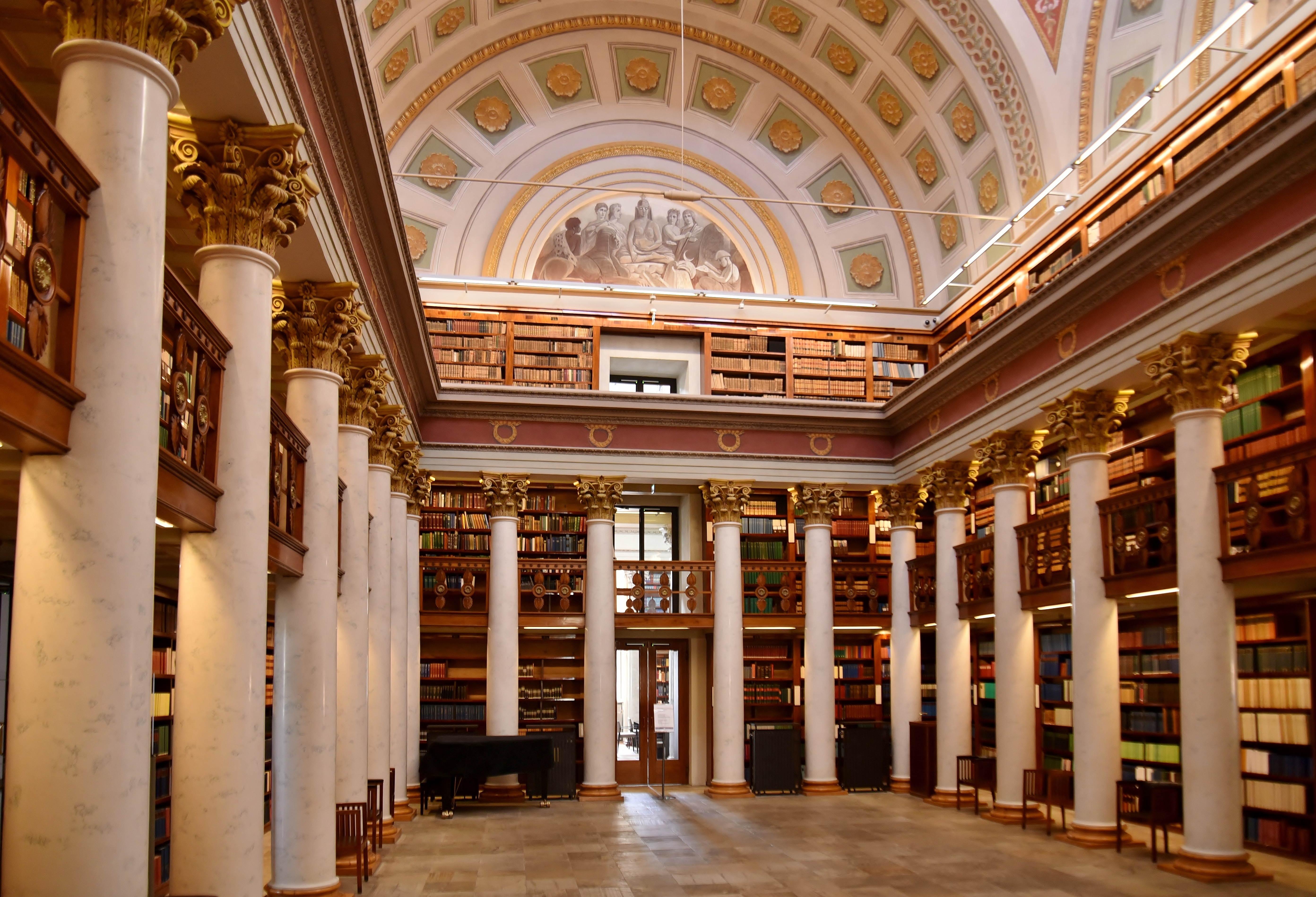
Innenraum der Finnischen Nationalbibliothek, die Teil der Universität Helsinki ist.

Das Wort „Bibliothek“ wurde aus dem Griechischen übernommen. Bereits in der Antike bezeichnete das Wort βιβλιοθήκη biblio-thḗkē  einen „Buch-Behälter“. Das kann ein Raum mit Ablagen sein, ein Kasten oder eine Kiste, bei den Römern genannt „scrinium“ oder „capsa“. „Bücherei“ ist eine 1658 von Johann Amos Comenius eingeführte Lehnübersetzung aus dem Niederländischen. Mit dem Begriff „Bibliothek“ wird das solitäre Bauwerk wiederum erst mit dem 18. Jahrhundert identifiziert.
Innerhalb der bibliothekswissenschaftlichen Literatur wurde der Begriff „Bibliothek“ oft und unterschiedlich definiert. Eine häufig zitierte moderne Definition stammt von Gisela Ewert und Walther Umstätter: „Die Bibliothek ist eine Einrichtung, die unter archivarischen, ökonomischen und synoptischen Gesichtspunkten publizierte Information für die Benutzer sammelt, ordnet und verfügbar macht.“

## Bibliotheksarten
Die Einteilung von Bibliotheken lässt sich anhand verschiedener Kriterien vornehmen. Die geläufigste Unterteilung ist die in Öffentliche Bibliotheken (ÖB) für die breite Bevölkerung und Wissenschaftliche Bibliotheken (WB), die zwar ebenfalls öffentlich zugänglich, aber speziell auf die Bedürfnisse von Wissenschaftlern und Studierenden ausgerichtet sind.
Weitere Kriterien zur Unterscheidung von Bibliotheken sind zum Beispiel die Größe der Bibliothek (so spricht man etwa von One-Person-Bibliotheken) oder der jeweilige Sammelschwerpunkt (etwa Musikbibliotheken). Andere Kriterien sind der Unterhaltsträger (etwa Firmenbibliotheken, Stiftsbibliotheken) und die Funktion, die einer Bibliothek zukommt (etwa Nationalbibliotheken, Kantonsbibliotheken, Staatsbibliotheken, Landesbibliotheken, Universitätsbibliotheken, Stadtbibliotheken).

## Benutzung

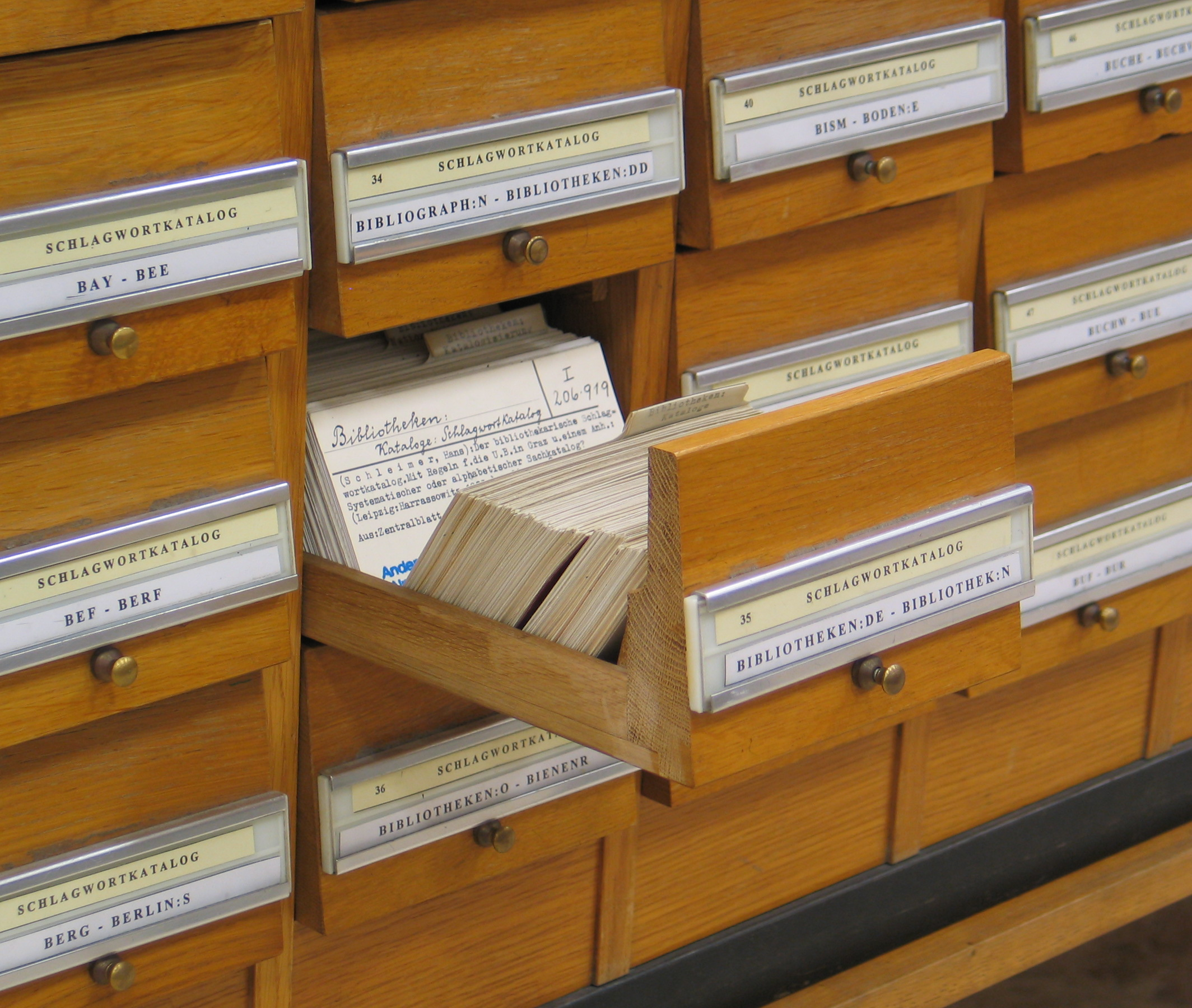
Zettelkatalog in der Universitätsbibliothek Graz (2005)

Fast alle Bibliotheken sind frei zugänglich, Ausnahmen können hierbei private Bibliotheken von Unternehmen, aber auch Spezialbibliotheken anderer Institutionen sein. Auch einige Hochschulbibliotheken berechnen Nutzern, die nicht Mitglieder der jeweiligen Universitäten sind, pauschale Nutzungsentgelte. Bezahlt werden muss erst mit der ersten Ausleihe eines Mediums, wobei meist pauschale, geringe Jahresgebühren erhoben werden. Auch muss sich der Benutzer vor der ersten Entleihung fast immer einen Benutzerausweis der jeweiligen Bibliothek ausstellen lassen.

### Magazinbestände
Die Medien einer Bibliothek können sich gänzlich oder zum Teil in Magazinen befinden, die nur von den Bibliotheksmitarbeitern betreten werden dürfen. Dies wird als Magazinbestand bezeichnet. Solche Medien müssen zur Ansicht und zur Ausleihe bestellt werden. Der heute überwiegend für Magazinbestellungen genutzte Kanal sind die über das Internet frei zugänglichen Online-Kataloge (OPACs) der Bibliotheken. In diesen Katalogen sind sämtliche Medien samt ihrem Standort in der Bibliothek verzeichnet und für den Benutzer über Suchbegriffe auffindbar und bestellbar. In anderen Fällen erfolgt die Bestellung von Magazinbeständen über Formulare, die auf Papier ausgefüllt und abgegeben werden. Aufgrund der Bestellung entnehmen Mitarbeiter der Bibliothek das Buch von seinem Standort im Magazin und legen es zur Abholung durch den Benutzer bereit. Dieser Vorgang wird als Ausheben bezeichnet.

### Präsenzbestände
Neben dem Magazinbestand gibt es fast immer auch einen für die Benutzer zugänglichen Bereich, in dem Medien benutzt und durchgesehen werden können (Freihandaufstellung). Ein Teil dieser frei aufgestellten Bestände wird häufig gebraucht (etwa Nachschlagewerke oder Tageszeitungen) und ist daher nicht entleihbar, sondern nur zur kurzen Benutzung an Ort und Stelle gedacht (Präsenzbestand). Zum nicht entleihbaren Bestand zählen auch besonders alte und wertvolle Medien. Nicht in der jeweiligen Bibliothek vorhandene Medien können zum Ankauf vorgeschlagen oder über Fernleihe von anderen Bibliotheken bestellt werden.
Den Benutzern stehen generell Lesesäle zur Verfügung, oft auch Computerarbeitsplätze mit Internetzugang oder sogar eigene Kabinen. Weiters finden sich fast immer Kopiergeräte und Buchscanner, in Öffentlichen Bibliotheken auch Wiedergabegeräte für Musik-CDs und DVDs.
In der Regel haben Medien eine bibliothekseigene Nummer (Signatur), anhand derer der Standort des Exemplars leicht gefunden werden kann. Die für Benutzer zugänglichen Bestände sind meist in einer bestimmten Ordnung aufgestellt.

### Digitale Bestände

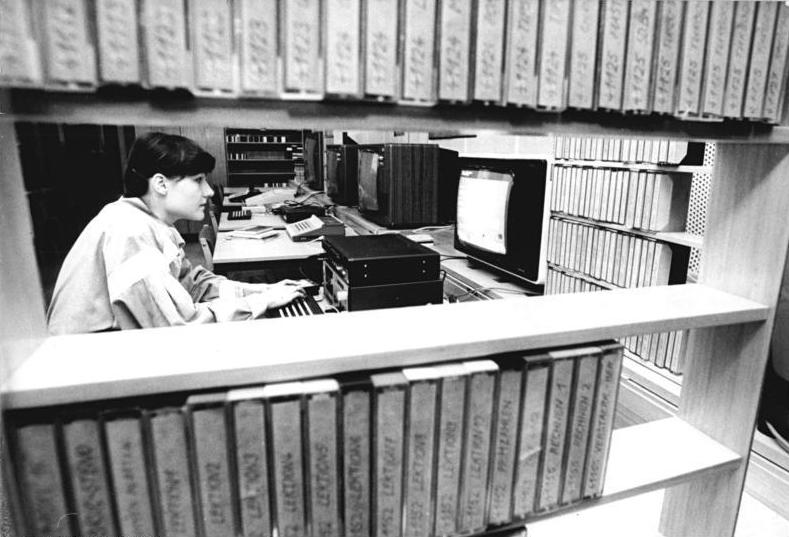
Erste Softwarebibliothek der DDR in der Stadt- und Bezirksbibliothek Dresden (1989)

Digitale Sammlungen und Repositorien für elektronische Veröffentlichungen und Forschungsdaten gehören zu den digitalen Beständen in Bibliotheken.

### Neue Nutzungsformen
In jüngerer Zeit werden die Nutzungsformen von Bibliotheken verändert bzw. erweitert. Die nicht-textbasierte Wissensvermittlung steht bspw. in Makerspaces im Vordergrund. Die verschiedenen Funktionen von Bibliotheken (z. B. „Dritter Ort“ für Begegnungen) sind Diskussionsgegenstand der Bibliotheksbranche. Zu den neuen Nutzungsformen zählen auch die Gamingangebote.

## Organisation

### Einnahmen, Ausgaben und Unterhaltsträger
Bibliotheken geben ein Vielfaches an dem aus, was sie durch Benutzungsgebühren, Mahngebühren, die Bereitstellung von technischer Infrastruktur (etwa Kopierer) und kleinere Services verdienen können. Unter den Ausgaben bildet der Personalaufwand den mit Abstand größten Posten, darauf folgt die Anschaffung neuer Medien. Finanziert werden Bibliotheken vom Unterhaltsträger. Der bedeutendste Unterhaltsträger ist die öffentliche Hand, wobei der Bund, die Länder wie auch Gemeinden Bibliotheken finanzieren. Dazu kommen Träger wie Stiftungen öffentlichen Rechts und Körperschaften des öffentlichen Rechts. Ein wichtiger Bibliotheksträger im deutschsprachigen Raum ist auch die Kirche, weitere sind: Vereine, Unternehmen, Stiftungen bürgerlichen Rechts und einzelne Personen.

### Arbeitsvorgänge
| Die wichtigsten Arbeitsvorgänge in Bibliotheken:                                                              |
| --- |
| - Erwerbung und Deakzession - Katalogisierung und Metadatenmanagement - Ausleihe - Digitalisierung - Beratung |

Zu den zentralen Arbeitsvorgängen einer Bibliothek zählen die Erwerbung und Aussonderung von Medien, die Katalogisierung von Medien und die Ausleihe von Medien. Dazu kommt die Retrodigitalisierung der vorhandenen Medien und die Förderung von Lese- und Informationskompetenz.
Die Erwerbung (Akzession) dient der Anschaffung neuer Medien. Die deutschen Bibliotheken haben 2012 rund 399 Millionen Euro für die Erwerbung ausgegeben. In kleineren Bibliotheken wird die Erwerbung oft von einem einzigen Bibliothekar durchgeführt oder nur nebenbei mitbetreut, in größeren hingegen, besteht meist eine eigene Erwerbungsabteilung. Nach der Erwerbung werden die Neuzugänge erschlossen, d. h. in einen durchsuchbaren Bibliothekskatalog eingetragen. Der gegenteilige Vorgang zur Erwerbung, bei dem überflüssige Medien ausgesondert werden, ist die Deakzession. Erwerbung und Deakzession werden zusammen gelegentlich als Bestandsaufbau, Bestandsmanagement oder Bestandsentwicklung bezeichnet. Im Rahmen der Erwerbung wird der Bibliotheksbestand nicht nur durch Ankäufe vergrößert, sondern auch durch Pflichtexemplare, Schenkung, Tausch und Lizenzierung. Um auch seltene Bücher einmal pro Staat verfügbar zu machen, arbeiten Bibliotheken in Erwerbungskooperationen zusammen.

### Aufbau- und Ablauforganisation
Bis auf die allerkleinsten verfügen Bibliotheken – wie andere Betriebe auch – über eine Aufbauorganisation, die in einem Organigramm veranschaulicht werden kann. Auch wenn diese Struktur nicht mehr die einzige ist, gliedern sich noch viele Bibliotheken unterhalb der Bibliotheksleitung grob in drei traditionelle Hauptabteilungen:
|                     |                     |                     |                     |                     |                     |  |  | Bibliotheksleitung        |                           |                           |                           |                           |                           |  |  |                                     |                     |                     |                     |                     |                     |
|                     |                     |                     |                     |                     |                     |  |  |                           |                           |                           |                           |                           |                           |  |  | Zentralabteilungen und Stabsstellen |                     |                     |                     |                     |                     |
|                     |                     |                     |                     |                     |                     |  |  |                           |                           |                           |                           |                           |                           |  |  |                                     |                     |                     |                     |                     |                     |
|                     |                     |                     |                     |                     |                     |  |  |                           |                           |                           |                           |                           |                           |  |  |                                     |                     |                     |                     |                     |                     |
|                     |                     |                     |                     |                     |                     |  |  |                           |                           |                           |                           |                           |                           |  |  |                                     |                     |                     |                     |                     |                     |
| Erwerbungsabteilung | Erwerbungsabteilung | Erwerbungsabteilung | Erwerbungsabteilung | Erwerbungsabteilung | Erwerbungsabteilung |  |  | Katalogisierungsabteilung | Katalogisierungsabteilung | Katalogisierungsabteilung | Katalogisierungsabteilung | Katalogisierungsabteilung | Katalogisierungsabteilung |  |  | Benutzungsabteilung                 | Benutzungsabteilung | Benutzungsabteilung | Benutzungsabteilung | Benutzungsabteilung | Benutzungsabteilung |

Dazu kommen übergreifende Zentralabteilungen wie etwa die IT-Abteilung und die direkt der Bibliotheksleitung unterstehenden Stabsstellen. Stabsstellen können temporär eingerichtet werden (etwa zur Durchführung einer Ausstellung oder Einführung einer neuen Software) oder dauerhaft bestehen (etwa für die Öffentlichkeitsarbeit oder die Provenienzforschung). Benutzer treten meist nur mit der Benutzungsabteilung in direkten Kontakt. Neben der sogenannten „funktionalen“ Gliederung ist auch eine „fachliche“ Unterteilung möglich, die sich nicht daran orientiert, welche Funktion eine Abteilung erfüllt, sondern daran, mit welchen Themengebieten sich eine Abteilung beschäftigt. So bestehen oft eigene Abteilungen etwa für geisteswissenschaftliche oder naturwissenschaftliche Literatur, die innerhalb dieser Bereiche sämtliche Arbeitsvorgänge (Erwerbung, Katalogisierung) selbst abwickelt.
Die Ablauforganisation eines Betriebs bestimmt die Reihenfolge der einzelnen Arbeitsschritte, in Bibliotheken spricht man auch vom sogenannten Geschäftsgang. Ein häufig zu findender Ablauf ist die Wanderung der neuen Medien durch folgende Arbeitsschritte (von oben nach unten):
- Erwerbung (mit den Schritten Auswahl, Bestellung, Lieferkontrolle, Verrechnung und Inventarisierung)
- Katalogisierung (mit den Schritten Formalkatalogisierung und Sachkatalogisierung)
- Technische Bearbeitung (mit den Schritten Binde-, Pflegearbeiten und Etikettierung)
- Aufstellung

## Recht
In Deutschland wird die Gesetzgebung vom Bund und den Ländern ausgeübt. Für die Rechtsprechung sind in erster Linie die Länder zuständig, erst die obersten Gerichte sind Bundeseinrichtungen. In Österreich und Deutschland sind die Gemeinden nicht gesetzlich dazu verpflichtet, eine Bibliothek zu unterhalten, in Finnland, Dänemark und Großbritannien hingegen schon. In Deutschland sind die Gemeindebibliotheken meist Teil der Stadtverwaltung, seit den 1980er Jahren kommen vereinzelt aber auch die Rechtsformen Eigenbetrieb, Gemeinnützige GmbH und GmbH vor. Diese sind privatrechtlich konstituiert, werden aber von den Gemeinden finanziert. Im Gegensatz zu Deutschland und Österreich gibt es in den USA ein Bibliotheksförderungsgesetz, den Library Services and Construction Act.

## Bibliothekswesen
Die Gesamtheit aller Bibliotheken bildet das Bibliothekswesen. Die in einer Bibliothek arbeitenden Menschen sind Bibliothekare und Fachangestellte für Medien- und Informationsdienste und die wissenschaftliche Disziplin für die Organisation und Funktion
von Bibliotheken und anderen Informationseinrichtungen. Der entsprechende Ausbildungsgang ist die Bibliothekswissenschaft. Der Geschäftsgang in einer Bibliothek heißt Bibliotheksverwaltung und optimierende Tätigkeiten nach innen und außen werden als „Bibliotheksmanagement“ bezeichnet.
Im Jahre 2015 gab es nach der Deutschen Bibliotheksstatistik in Deutschland 7623 Öffentliche Bibliotheken mit insgesamt 9117 Standorten. Im gleichen Berichtszeitraum existierten 254 Wissenschaftliche Bibliotheken, die über 741 Standorte verfügten.

## Geschichte

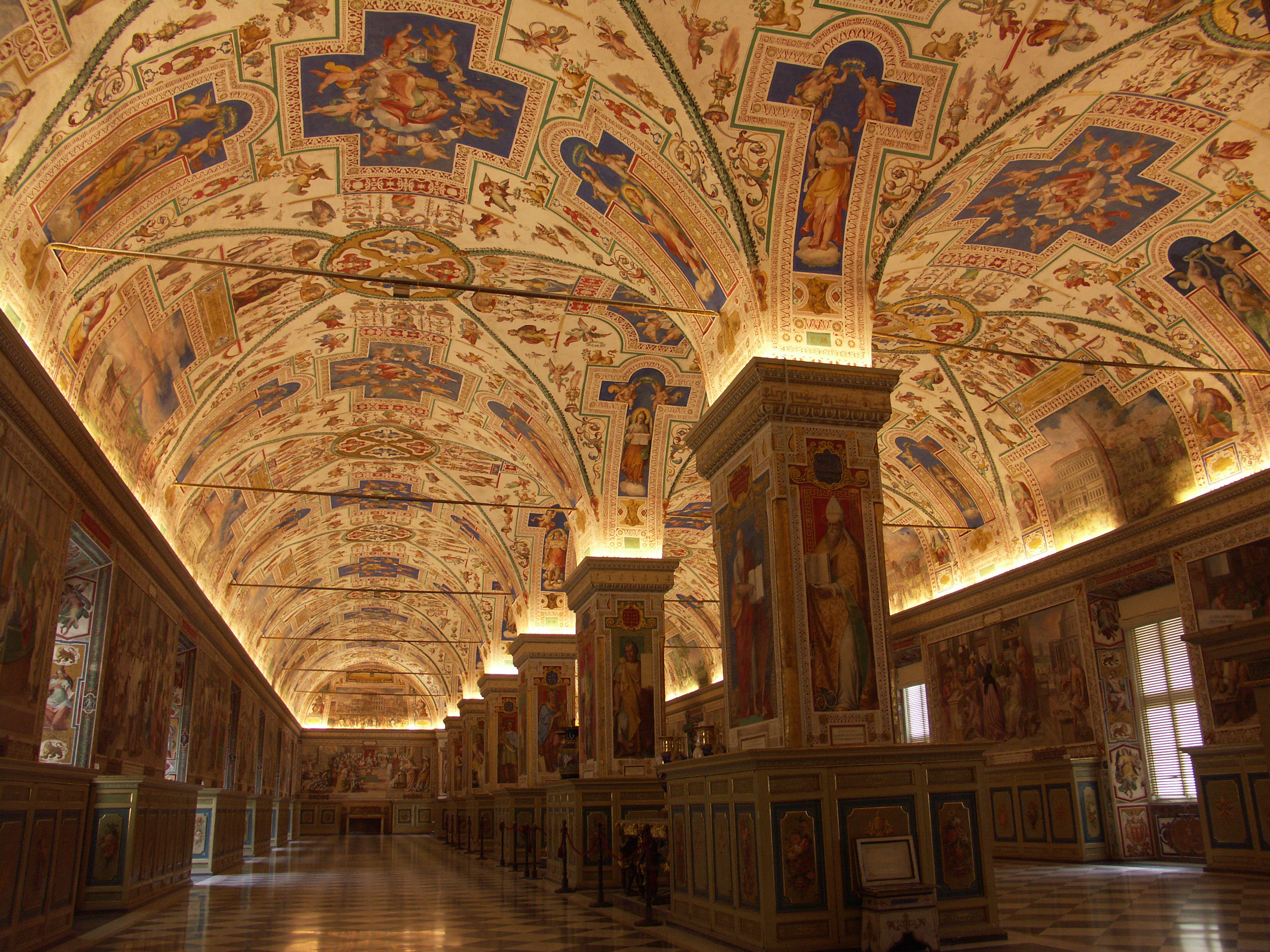
Prunksaal in der Vatikanischen Apostolischen Bibliothek, 2005

In der Antike besaßen bereits die Ägypter Büchersammlungen, aus denen uns die bis 1866 v. Chr. datierbaren Papyrusrollen bekannt sind. Zur Zeit der griechischen Demokratie finden sich vereinzelte Spuren auf Privatbibliotheken, über die erste öffentliche Büchersammlung, die von Peisistratos zu Athen angelegt wurde, herrschen Zweifel. Nach dem Untergang der Demokratie wurde die griechische Kultur im Zuge des Hellenismus in andere Länder übermittelt, infolgedessen wurden auch Bibliotheken gegründet, die wohl größte war die von den Ptolemäern gestiftete alexandrinische Bibliothek. Im Verlauf der Völkerwanderung wurden zahlreiche der alten Bibliotheken zerstört, oftmals über Jahrtausende angesammeltes Wissen wurde stark vermindert. Im Mittelalter sorgten meist Mönche durch Abschreiben für die Überlieferung antiker Schriften, wodurch sie sich in den Klosterbibliotheken erhalten haben.
Im Zuge des Humanismus erlebte die säkulare Bibliothek eine Renaissance, mit der Reformation nördlich der Alpen ein regelrechtes Wiederaufleben. Mit der Erfindung der Druckerpresse 1440 wurde die Buchherstellung zwar erleichtert, aber eine erhebliche Kostenersparnis trat für die Bibliothek erst mit der Konstruktion der Papiermaschine 1799 ein. Die ersten Bibliotheken, die ihre Leseräume der Allgemeinheit zugänglich machten, waren Anfang des 17. Jahrhunderts die Bodleian Library in Oxford und die Biblioteca Ambrosiana in Mailand.
Während des Dreißigjährigen Krieges wurden viele Klosterbibliotheken an Fürstenhöfe verbracht oder sie bildeten den Grundstock neu gegründeter Universitätsbibliotheken. Mit dem Fall von Napoléon Bonaparte wurden die meisten geplünderten Bibliotheksbestände wieder an den Ursprungsort zurückgebracht.
Zu Beginn des 19. Jahrhunderts entstanden immer mehr öffentliche Bibliotheken. Die erste öffentliche Bibliothek in Deutschland wurde 1828 durch Karl Benjamin Preusker als Vaterländische Bürger-Bibliothek in Großenhain gegründet. 1900 erfolgte die erstmalige Gründung des Vereins Deutscher Bibliothekare, im gleichen Jahr fand der erste deutsche Bibliothekartag in Marburg statt. Am 3. Oktober 1912 wurde die Deutsche Bücherei in Leipzig gegründet.
Nach Gründung der DDR verließen sich die Westmächte aus politischen Gründen nicht mehr darauf, dass die Deutsche Bücherei in Leipzig das gesamte deutsche Schriftwerk sammelt. Deshalb wurde 1949 die Deutsche Bibliothek in Frankfurt am Main gegründet. Nach der Wiedervereinigung fusionierten beide zusammen mit dem Deutschen Musikarchiv in Berlin zur Deutschen Nationalbibliothek (DNB).

## Politische Einflussnahme
Dass Bibliotheken auch in demokratisch verfassten Staaten der politischen Einflussnahme unterliegen können, zeigte im Mai 2025 die abrupte Entlassung der Leiterin der US Library of Congress Carla Hayden durch Präsident Donald Trump. Sie war die erste Frau und die erste Afroamerikanerin in dieser Position. 

## Bibliothekslisten
- → Hauptartikel: Liste von Bibliotheken

Deutschsprachige Bibliotheken
- Liste deutscher Bibliotheken
- Liste österreichischer Bibliotheken
- Liste der Bibliotheken der Schweiz